# Vuorisaari (ö i Södra Savolax, Nyslott, lat 61,75, long 28,82)
Vuorisaari är en halvö i Finland. Den ligger i sjön Pihlajavesi och i kommunen Nyslott i  landskapet Södra Savolax, i den sydöstra delen av landet, 270 km nordost om huvudstaden Helsingfors. Öns area är 14,4 hektar och dess största längd är 0,9 kilometer i sydöst-nordvästlig riktning.